# Agostinho Gósson
Agostinho Gósson (São Paulo, 28 de junho de 1953 - Fortaleza, 11 de dezembro de 2015), foi um jornalista, radialista, escritor e professor brasileiro.

## Biografia
Foi ouvidor da Universidade Federal do Ceará (UFC) e apresentador do programa Rádio Debate, na Rádio Universitária FM. Filho de pais cearenses, estado no qual viveu desde 1978.
Formado pela Faculdade Cásper Líbero, Agostinho foi professor aposentado pela UFC, onde atuou por 25 anos no curso de Comunicação Social. Como jornalista, atuou na rádio Tupi de São Paulo, nos jornais O Povo e Diário do Nordeste. Foi diretor de produção da TV Ceará e de jornalismo da TV Manchete. Também foi presidente da Associação Cearense de Imprensa (ACI), do Sindicato dos Jornalistas Profissionais no Estado do Ceará (Sindjorce), e diretor de relações internacionais da Federação Nacional dos Jornalistas (Fenaj).

## Família
Foi casado com Annúzia Gósson.

## Obras
- Amor Absoluto e Outros Poemas,

## Homenagens
- Foi agraciado, em 2012, com o título de cidadão cearense pela Assembleia Legislativa do Ceará.
- Uma creche em fortaleza foi nomeada em homenagem ao professor.[7][8]
- Uma entrevista com o professor foi feita pelos alunos de Jornalismo.[9]